# عوالق البرك
عوالق البرك أو عوالق خزانات المياه الموسمية الصغيرة (الاسم العلمي: Telmatoplankton) تعتبر عوالق من عوالق المياه العذبة ولكن تعيش فقط في البرك وخزانات المياه الموسمية الصغيرة التي تشكلت نتيجة هطول الأمطار الغزيرة. وهي تتألف من أصنوفات من كل العوالق.  حيث تكون |العوالق النباتية بشكل رئيسي من الطحالب وأكثرها شيوعًا الخيضورات وخاصة السوطيات. في المقابل، يتم تمثيل العوالق الحيوانية باللافقاريات: الأوليات والدوارات والذلاخيات. تتميز معظم ممثلي الأنواع بدورات حياة قصيرة عادة مع حدوث دوري لمراحل  التبويغ. 

## أنظر أيضا
- عوالق المياه العذبة
- عوالق الأنهار
- عوالق المستنقعات